# Tallián Antal
Vizeki Tallián Antal László Tamás (Ádánd, Somogy vármegye, 1751. március 11. – Pest, 1820. december 7.), császár és királyi kamarás, királyi tanácsos, táblabíró, aranysarkantyús lovag.

## Élete
A tehetős dunántúli nemesi származású vizeki Tallián család sarja. Édesapja, vizeki Tallián János (1712–1775), Somogy vármegye alispánja, királyi táblai ülnök, édesanyja, szentgyörgyi Horváth Terézia (1734–1757) volt. Apai nagyszülei vizeki Tallián Ádám, királyi tanácsos, 1717 és 1719 között Vas vármegye alispánja, földbirtokos, és örményesi Fiáth Borbála voltak. Anyai nagyszülei szentgyörgyi Horváth László földbirtokos és bezerédi Bezerédj Mária voltak. Apai dédanyja, vizeki Tallián Gergely (fl. 1662–1678) harmincadosnak a hitvese osztopáni Perneszy Anna Julianna (fl. 1657–1715)  révén, az ősrégi és tehetős osztopáni Perneszy család sarja és egyik örököse volt. A hatalmas Perneszy-féle örökségnek egy része a Somogy megyei ádándi birtokon feküdt, amelyhez Tallián Antal apja jogokat örökölt. Tallián Gergelyné Perneszy Anna Julianna szülei osztopáni Perneszy István (fl. 1647–†1663), zalalövői vár főkapitánya, földbirtokos és nyéki Rauch Zsuzsanna (fl. 1657) voltak.
Jogi tanulmányai befejezése után, 1786-ban 27 évesen már Somogy vármegye főjegyzője volt. Különleges helyzetét jelzi, hogy vármegyei főjegyzőből, az alispáni tisztséget és tanácsosi cím elnyerését átugorva, a kőszegi kerületi tábla ülnöke lett. 1808-ban királyi tanácsos és királyi táblai ülnök, a Ludovika katonai akadémia alapítására 1000 osztrák–magyar forintot ajánlott.
A Mária Terézia-kori úrbérrendezésen vizeki Tallián Antal három úrbéri birtokkal rendelkezett Pest vármegyében, akinek a legjelentősebb a 290 úrbéri holdas abonyi birtoka volt; összesen 507 úrbéri holdja, 16 jobbágya és 20 zsellére volt.
A Vas vármegyei Felsőszilvágyon van eltemetve.

## Házassága és gyermekei
1778. szeptember 8-án Dunaszekcsőn feleségül vette az előkelő nemesi dunaszekcsői Bésán családból való dunaszekcsői Bésán Júliannát (Dunaszekcső, 1760. június 8.–Pest, 1819. július 11.), dunaszecskői Bésán Imre (1726–1797), Veszprém vármegye alispánja, földbirtokos, és gyulai Gaál Jusztina lányát. Az anyai nagyszülei gyulai Gaál Gábor (1690–1754), földbirtokos és garamveszelei Kazy Julianna (1696–1774) voltak. Tallián Antalné Bésán Julianna fivére báró dunaszekcsői Bésán Károly (1772–1819) királyi testőr, kapitány, földbirtokos volt. Tallián Antal és Bésán Julianna házasságából született:
- vizeki Tallián Zsófia (Ádánd, 1779. július 17.–Budapest, 1874. december 31.). Férje: peszáki Bajzáth József (1770.–Pest, 1850. március 24.), királyi tanácsos, földbirtokos.
- vizeki Tallián Boldizsár (Ádánd, Somogy vármegye, 1781. január 7. - Ádánd, 1834. július 21.) császári és királyi kamarás, Somogy vármegye alispánja, táblabíró.[8][9] Neje: zalabéri Horváth Ida (Ádánd, 1798. január 25.–Ádánd, 1875. február 26.).[10]
- vizeki Tallián Krisztina (Ádánd, 1782. május 7.–Pécs, 1828. augusztus 29.). Férje: jobaházi Dőry Pál (Zomba, 1777. augusztus 19.–Zomba, 1806. március 23.), földbirtokos.
- vizeki Tallián Jusztina (1787. február 6.–1844. április 2.). Férje: kálnói és ádámföldi Bornemisza Gábor (Ádámfölde, 1767. március 25.–Pest, 1840. március 25.), Sáros vármegye alispánja, követe, szeptemvir, földbirtokos.
- vizeki Tallián Antal (Kőszeg, 1788. szeptember 11.–Kőszeg, 1867. november 30.), császári és királyi kamarás, földbirtokos. Neje: velikei és besenyői Skublics Emília (Besenyő, 1795. június 30.–Kőszeg, 1858. április 7.)
- vizeki Tallián Erzsébet (Kőszeg, 1790. február 25.–Kőszeg, 1790. november 24.)
- vizeki Tallián Katalin (Kőszeg, 1792. november 24.–Kőszeg, 1804. október 2.)
- vizeki Tallián Julianna (1795–Buda, 1823. november 8.). Férje, kaposmérei Mérey Sándor (1778–1848), császári és királyi kamarás és valóságos belső titkos tanácsos, királyi személynök, Somogy vármegye főispánja, aranysarkantyús vitéz.